# 莫斯科喀山車站
喀山站（羅馬化：Kazansky vokzal），1894年前稱梁贊站（Рязанский），是俄羅斯首都莫斯科的一個鐵路總站，位於共青團廣場。
1864年啟用。往俄國南部、烏拉爾山東南坡、伏爾加河中游地區，以及莫斯科州東南部的列車從本站開出。

## 接駁地鐵站
- 共青團站 (索科利尼基線)（1號線）
- 共青團站 (莫斯科地鐵環狀線)（5號線）

## 腳註

### 外部資料
- Kazansky Rail Terminal Official site 的存檔，存档日期2015-05-08. （俄語）
- Russian Railways (Российские Железные Дороги) （页面存档备份，存于） （英語和俄語）
- Kazkhstan Railways (Қазақстан темір жолы) （页面存档备份，存于） （英語、哈薩克語和俄語）